# マイリトルポニー
マイリトルポニー（英: My Little Pony）は、アメリカの大手玩具メーカーハズブロが展開している女児向け玩具である。

## 概要
1981年にボニー・ザカレルが、子供向け番組『Romper Room』向けキャラクターとして「マイプリティポニー」を発表し、1982年に「マイリトルポニー」として玩具の展開を開始。後述のアニメ化などもあって1980年代にはアメリカで人気商品となった。
- 第1世代（1982年〜1992年） - en:My Little Pony (1982 toyline)
- 第2世代（1997年〜1999年） - en:My Little Pony#1997–1999
- 第3世代（2003年〜2009年） - en:My Little Pony (2003 toyline)
- 第4世代（2010年〜2021年） - en:My Little Pony (2010 toyline)
- 第5世代（2021年〜現在） - en:My Little Pony: A New Generation

## キャラクター

### 第4世代
- トワイライトスパークル
- アップルジャック
- フラッターシャイ
- レインボーダッシュ
- ピンキーパイ
- ラリティ
- スパイク
- アップルブルーム
- スクータルー
- スウィーティーベル
- プリンセスセレスティア
- プリンセスルナ
- グラニースミス
- ビッグマッキントッシュ
- ダイアモンドティアラ
- シルバースプーン
- ツイスト
- スニップス
- スネイルズ
- ピップスクイーク
- フェザーウェイト
- パンプキン・ケーキ&パウンド・ケーキ
- 村長
- ゼコラ
- チアリー
- フィルシーリッチ
- ホイティートイティー
- フォトフィニッシュ
- ファンシーパンツ
- サファイア ショアズ
- ギルダ
- トリクシー
- ダイアモンドドッグ
- ディスコード
- フリム&フラム兄弟
- スピットファイア
- ソアリン
- ワンダーボルト
- プリンス・ブルーブラッド
- シャイニングアーマー
- プリンセスケイデンス
- ロイヤルガード
- チーフサンダーフーブス
- リトルストロングハート
- クランキードゥードゥルドンキー
- マチルダ
- ミュリアマイルド
- グスタヴ・ル・グラン
- アイアンウィル
- デアリング・ドゥ

## 日本での展開
日本においては、1985年2月にタカラが、第1世代からキャラクター設定を転用し、顔の表情や体型を日本人好みのものに変えたものを日本独自の「マイリトルポニー」シリーズとして展開した。当時のシリーズには「おしゃれなポニー」「かわいいポニー」などの商品ラインアップがあった。
その後は日本独自デザインのマイリトルポニーはなくなり、ハスブロ版のマイリトルポニーとそれを基にした日本限定商品が販売されている。第2世代はトミーが展開、ジュンプランニングからも公式アクセサリが発売される。2007年には第3世代がタカラトミーによって商品展開された。
2013年には、第4世代が後述のテレビアニメ放送と連動し、ブシロードとドリームズ・カム・トゥルーが共同で玩具や雑貨商品の展開を行った。
2015年には、セガトイズがライセンス契約を取得したが、現在はライセンス契約を終了した。
2021年、セガトイズは、子供服のアパレルブランド「JENNI love」とのコラボレーション企画として、マイリトルポニーの世界観における初の日本発祥の新キャラクター「ジェニコ」を登場させると発表した。
2022年、Outright Gamesは、日本ではNetflixが独占配信した「マイリトルポニー: 新しい世界」を基軸としたゲーム『マイリトルポニー：メアタイムベイの冒険』を海外でPC（Steam）/PS4/Xbox One/Nintendo Switchに、日本ではPC（Steam）/Xbox Oneでのみ、DL専用ソフトとして同年5月27日に配信された。

## メディアミックス
1984年に短編『Rescue at Midnight Castle』を皮切りに、1986年に最初のテレビシリーズ『My Little Pony』が放送され、1992年には『My Little Pony Tales』、2010年からは『My Little Pony: Friendship is Magic』が放送されている。
2013年1月23日に行われた「ブシロード新プロジェクト発表会」にて、同年4月2日よりテレビ東京系列他でデュアルステレオ放送として『マイリトルポニー〜トモダチは魔法〜』が全52話で放送された。一部主要キャラクターの声役にはミルキィホームズを起用している。
2015年に初となる劇場版第1作『マイリトルポニー: エクエストリア・ガールズ』の吹き替え版がネットフリックスより配信された。その後、第2作『マイリトルポニー: エクエストリア・ガールズ - 虹の冒険』、第3作『マイリトルポニー: エクエストリア・ガールズ - フレンドシップ・ゲーム』、第4作『マイリトルポニー: エクエストリア・ガールズ - エバーフリーの伝説』も続けて配信されている。
2017年には初となる大規模公開の劇場版『映画マイリトルポニー プリンセスの大冒険』が世界各国で公開。日本での公開は見送られDVDスルーとなった。
2022年には、前述の通り、マイリトルポニーシリーズ初のゲームタイトル「マイリトルポニー：メアタイムベイの冒険」を配信した。